# Bracara Augusta

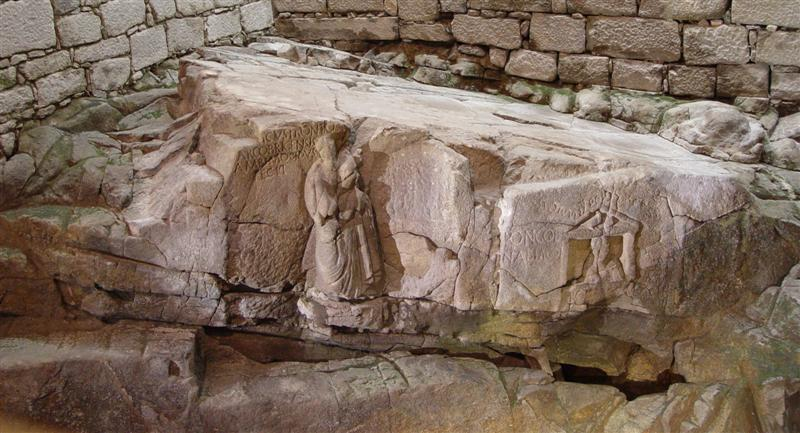
Fuente del Ídolo, situada en el centro de la actual ciudad de Braga. Se trata de un santuario dedicado a una dinvindad local prerromana, llamada Tongoenabiagus.

Bracara Augusta es el nombre romano de la actual ciudad de Braga, situada en el norte de Portugal.

## Historia
Fue fundada por el emperador Augusto alrededor del año 16 a. C., sobre un poblado indígena anterior, después de la pacificación definitiva de la región e incluida primero en la efímera provincia Transduriana y después en la Tarraconensis.
Según algunas fuentes —Plinio y Ptolomeo— era capital de la tribu celta de los bracari, de donde tomaría su nombre. Durante el periodo de los Flavios, Bracara Augusta recibió el estatuto municipal y fue elevada a sede de un convento, al que dio nombre, el Conventus Bracarensis, habiendo tenido funciones administrativas sobre una extensa región. A partir de la reforma de Diocleciano, pasó a ser la capital de la provincia de Gallaecia, creada por desgajamiento de la provincia Tarraconense de los tres conventos jurídicos del Noroeste de Hispania. En este momento ya era sede episcopal. A comienzos del siglo V, la ciudad fue tomada por los invasores suevos, que la escogieron como capital de su reino, hasta que en  585 fue incorporada al reino visigodo por Leovigildo. 

## Excavaciones
De la ciudad romana se conservan los restos de algunos edificios. En las excavaciones efectuadas en el claustro del Seminario de Santiago se encontró una gran sala con restos de columnas, teniendo en el centro una piscina decorada con mosaicos, que fue probablemente parte de un balneario o instalación termal. En excavaciones realizadas por la Universidade do Minho, se descubrieron unas cuantas termas. En el área de la Fonte do Ídolo, situada en la actual calle del Raio y fuera del antiguo perímetro de la ciudad romana, habría existido un edificio religioso consagrado al dios Tongoenabiagus.